# Кларес-де-Рібота

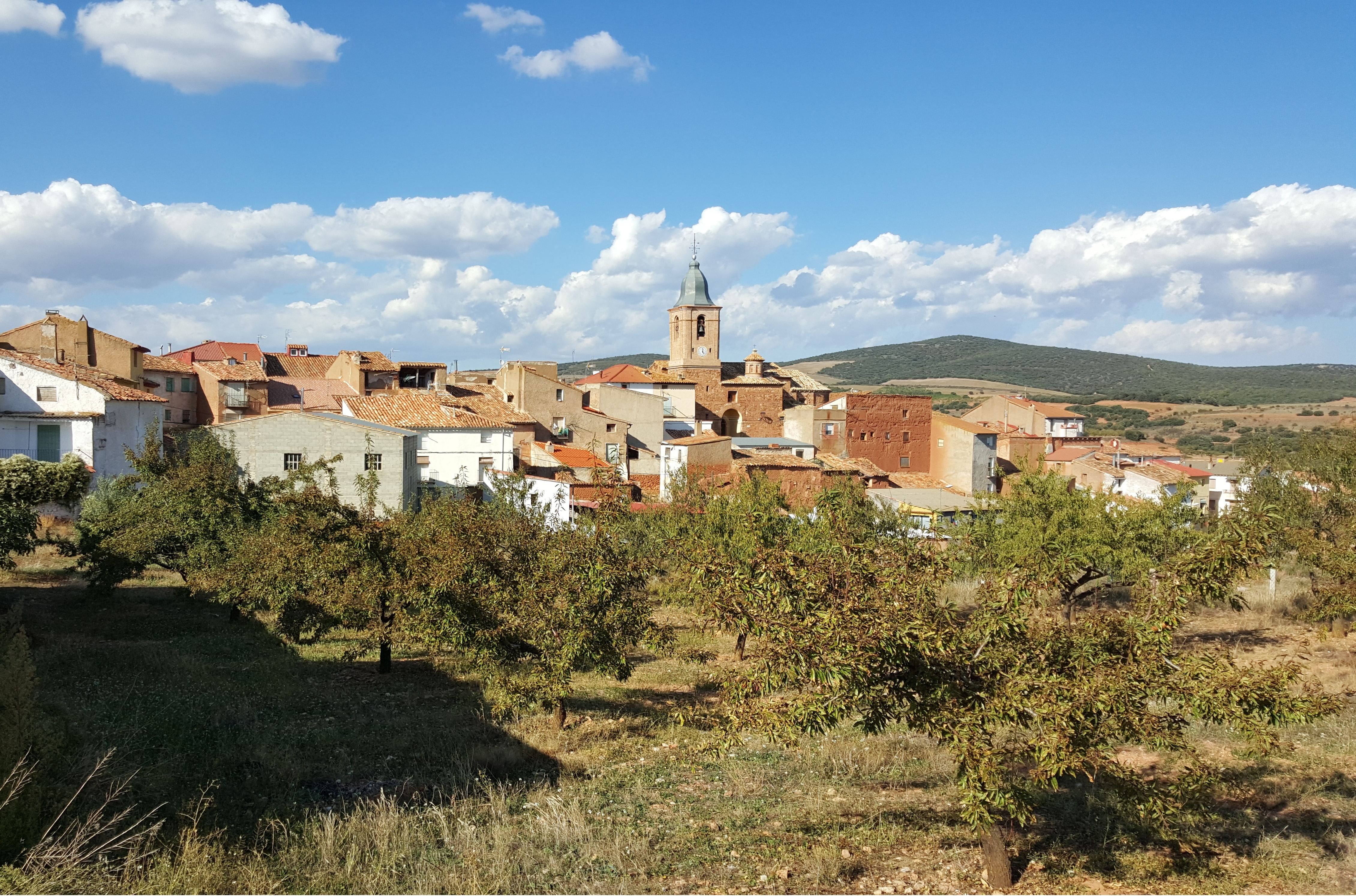

Кларес-де-Рібота (ісп. Clarés de Ribota) — муніципалітет в Іспанії, у складі автономної спільноти Арагон, у провінції Сарагоса. Населення — 101 особа (2010).
Муніципалітет розташований на відстані близько 200 км на північний схід від Мадрида, 80 км на захід від Сарагоси.

## Демографія
Динаміка населення (INE ):